# Matthew Restall
Matthew Restall (n. 17 de marzo de 1964) es un etnohistoriador y académico, profesor de historia de América Latina y antropología, británico. Ha sido director del centro de estudios latinoamericanos de la Universidad Estatal de Pensilvania. Es también coeditor de la revista especializada Ethnohistory journal.

## Datos biográficos
Restall nació en un suburbio de Londres, Inglaterra, en 1964. Creció en España, Venezuela y Asia oriental, pero realizó sus estudios en el Reino Unido, recibiendo su grado de historiador con honores de la Universidad de Oxford en 1986. Más tarde obtuvo su doctorado en Historia de América Latina de la Universidad de California en Los Ángeles en 1992. Estudió bajo la dirección de James Lockhart.
Desde su graduación ha tenido diversas posiciones académicas en universidades de los Estados Unidos. Restall ha escrito una docena de libros y alrededor de 40 artículos y ensayos publicados en revistas especializadas desde 1995. Se le considera, por su obra, uno de los historiadores más reconocidos de la colonización europea de América. Sus libros incluyen: The Maya World: Yucatec Culture and Society, 1550-1850 (1997), Maya Conquistador (1998), Siete mitos de la conquista española (2003), y Cuando Moctezuma conoció a Cortés (2019).
Es miembro de la escuela de Nueva Filología de historia colonial mexicana y fundador de la escuela denominada Historia de la Nueva Conquista.
Restall es hermano de Emma Restall Orr, reconocida autora novo-druida.